# Тэннэн Рисин-рю
Тэннэн Рисин-рю (яп. 天然理心流, «школа естественного понимания духа» или «школа незамутнённого сознания») — классическое японское боевое искусство (корю), основанное приблизительно в 1789 году мастером Кондо Кураносукэ Нагахиро (яп. 近藤 内蔵助 長溥). Широко известно тем, что практиковалось членами синсэнгуми.
Школа в основном фокусируется на техниках кэндзюцу, но также уделяет внимание бодзюцу, киайдзюцу и дзюдзюцу.

## История
Школа Тэннэн Рисин-рю, основанная Кондо Кураносукэ Нагахиро (практиковавшим Катори Синто-рю) приблизительно в 1789 году (под конец периода Эдо), была популяризирована Кондо Сюсукэ (яп. 近藤周助邦武, 1792—1867), главой стиля в 3-м поколении, который совместно с Сато Хикогоро (яп. 佐藤 彦五郎) распространял учения школы среди сельского населения области Тама. Подобно первому и второму патриархам школы, которые передавали традиции стиля ученику с превосходными навыками, так и в 1849 году бездетный Кондо Сюсукэ передал знания и права Тэннэн Рисин-рю шестнадцатилетнему ученику по имени Миягава Кацугоро (яп. 宮川 勝五郎, 1834—1868), позже ставшего известным как Кондо Исами.
Штаб-квартира школы находилась в Сиэйкан Додзё (яп. 試衛館), располагавшемся в городе Эдо. В 1861 году Кондо Исами стал четвёртым сокэ стиля, получив мэнкё кайдэн. Он распространял учения школы среди членов синсэнгуми, лидером которой он являлся. Среди его учеников особо выделялись Хидзиката Тосидзо (яп. 土方 歳三), Иноуэ Гэндзабуро (яп. 井上 源三郎) и Окита Содзи (яп. 沖田 総司). Последний, будучи уникальным человеком, занимавшимся прилежно и самоотверженно с самого детства, освоил все техники школы и получил мэнкё кайдэн примерно в возрасте восемнадцати лет. Многие люди, сертифицированные в иных боевых искусствах, также практиковали Тэннэн Рисин-рю, например Яманами Кэйсукэ (яп. 山南 敬助, начальник штаба синсэнгуми), Тосидзо Хидзиката (яп. 土方 歳三), Нагакура Симпати (яп. 永倉 新八, командир 2-го подразделения синсэнгуми) и Харада Саносукэ.
Школа была прозвана «Макото-но-Кэн», что в переводе означает «меч искренности». Идеограмма показывает, что понятие «искренности», по сути, является эмблемой синсэнгуми, представителей которой считают национальными героями за то, что они защищали Киото.
Несмотря на то, что большое число методов школы были утеряны, особенно в начале эры Мэйдзи, Тэннэн Рисин-рю до сих пор практикуется, как и многие другие корю. Текущий глава школы — Хираи Тайсукэ (яп. 平井 泰助), сокэ в 10-м поколении. В тринадцать лет он начал учиться в школе Тэннэн Рисин-рю под руководством учителя 8-го поколения, Като Исукэ (Katō Isuke). В настоящее время он является членом Ниппон Кобудо Кёкай и президентом Общества изучения и охраны Тэннэн Рисин-рю. Ему помогает его брат, Масато Хираи (яп. 荒川 治), с которым они совместно с 9-и лет приступили к изучению данного искусства.

## Техники кэндзюцу
- Сацуки-рё-кэн;
- Хирю-кэн;
- Хира-сайган;
- Сасоку-кэн;
- Ин-ю-кэн;
- Коби-кэн;
- Дэнко-кэн;
- Катана-Нукидзама-но-кото;
- Сярин-кэн;
- Отаи-кэн;
- Гецуэй-кэн;
- Сэйган-кэн;
- Гэппа-кэн;
- Унко-кэн;
- Коко-кэн;
- Сося;
- Сэкка-кэн;
- Рюби-кэн;
- Какари-кэн;
- Энса-кэн;
- Ранкэн-кэн;
- Сисио-кэн;
- Укитори.